# Barbara Göbel
Barbara Göbel (Jena, 8 aprile 1943) è un'ex nuotatrice tedesca orientale.

## Carriera
Fortemente specializzata nella rana, all'apice della propria carriera ha raggiunto il terzo gradino del podio alle Olimpiadi di Roma 1960.
È la moglie del pallanuotista olimpico Siegfried Ballerstedt.

## Palmarès
- Giochi olimpici estivi

Roma 1960: bronzo nei 200m rana.
- Europei

Lipsia 1962: oro nella 4x100m misti.